# Umgangkopf
De Umgangkopf is een 2701 m.ü.A. hoge berg in de Ötztaler Alpen in de Oostenrijkse deelstaat Tirol.
De top van de berg ligt in de Geigenkam, een subgroep van de Ötztaler Alpen, net ten noorden van de Wildgrat (2971 m.ü.A.)., De berg dankt zijn naam aan het feit dat het mogelijk is een Umgang, een rondgang rondom de top te maken. Een licht verheven kam ten zuiden van de top verbindt de berg met de rest van het Wildgratmassief. De top van de berg wordt meestal niet beklommen vanwege de nabijheid van de Wildgrat.